# Polanowo (obwód Burgas)
Polanowo (bułg. Поляново) – wieś w południowo-wschodniej Bułgarii, w obwodzie Burgas, w gminie Ajtos. Według danych Narodowego Instytutu Statystycznego, 31 grudnia 2011 roku wieś liczyła 391 mieszkańców.